# Cessna 175
Die Cessna 175, auch als Cessna 175 Skylark gebaut, ist ein viersitziges, einmotoriges leichtes Reiseflugzeug des US-amerikanischen Flugzeugherstellers Cessna, das von 1958 bis 1962 in Serie gebaut wurde. Der in 2118 Exemplaren gebaute Schulterdecker ist mit einem Sechszylinder-Boxermotor mit 175 PS (130 kW) ausgerüstet.

## Geschichte
Um die Lücke zwischen der Cessna 172 und der deutlich schnelleren und komfortableren Cessna 182 zu schließen, baute Cessna eine leistungsstärkere Variante der 172. Diese wurde mit einem Sechszylinder-Boxermotor Continental GO-300 von 175 PS (130 kW) ausgestattet, der mit Untersetzungsgetriebe versehen ist und das Vierzylindertriebwerk der damaligen 172 um 30 PS (22 kW) übertrifft, allerdings nicht die 230 PS der 182 erreicht.
Eigentlich entsprach die Cessna 175 der in ihrem Entwurfsjahr aktuellen Version der 172; auch die Abmessungen wurden beibehalten. Lediglich die Motorhaube musste zur Aufnahme des Untersetzungsgetriebes des stärkeren Triebwerks etwas vergrößert werden.
Neben dem Motorwechsel wurden einige weitere Änderungen gegenüber der 172 eingeführt:
- die Hauptfahrwerksbeine des Fahrgestells wurden um 9 cm verkürzt
- der Gepäckraum wurde von außen zugänglich
- ein neu gestaltetes Instrumentenbrett wurde installiert
- elektrische Tankanzeigen
- aerodynamische Verkleidungen aus glasfaserverstärktem Kunststoff (GFK)
- die Windschutzscheibe erhielt eine Ventilation
- der Tankentwässerungsknopf wurde nach innen verlegt.

Ab 1960 wurde eine „Luxusversion“ als Cessna 175A Skylark produziert.

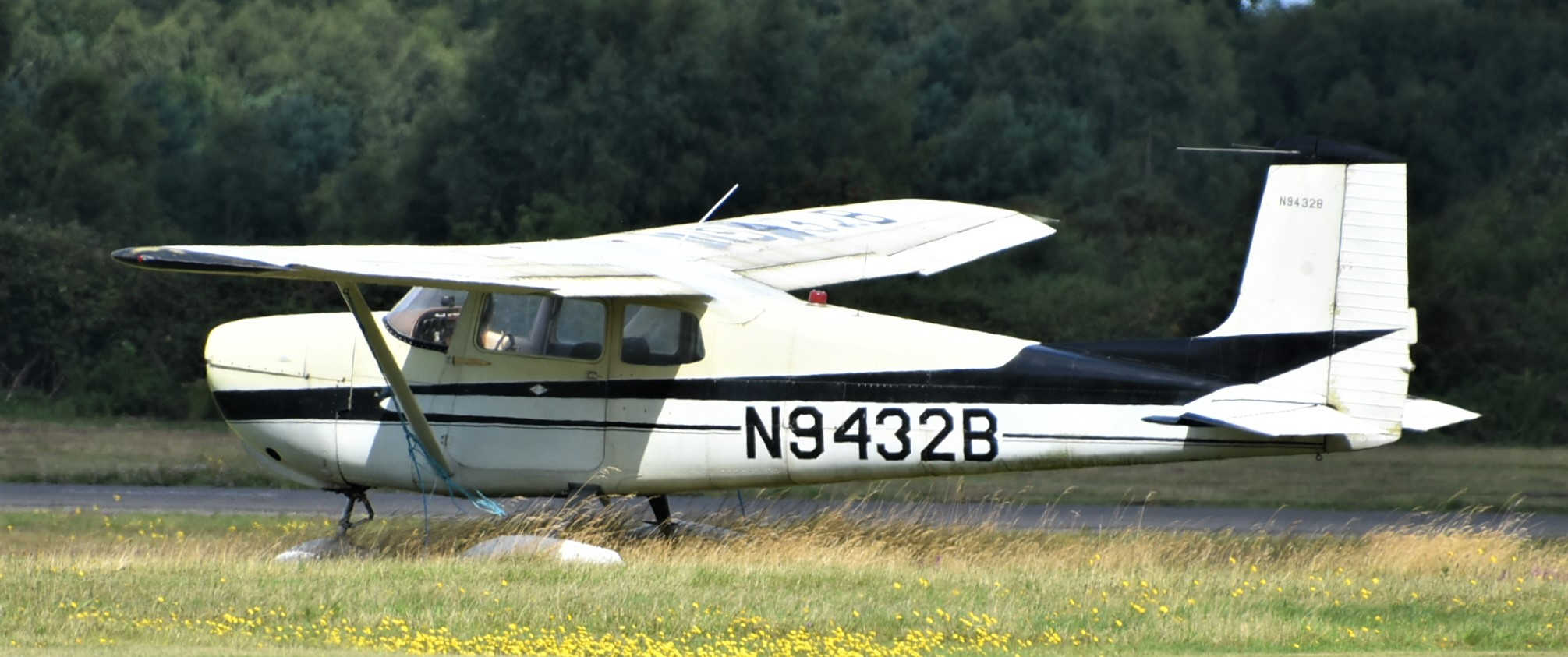
Cessna 175, Baujahr 1958

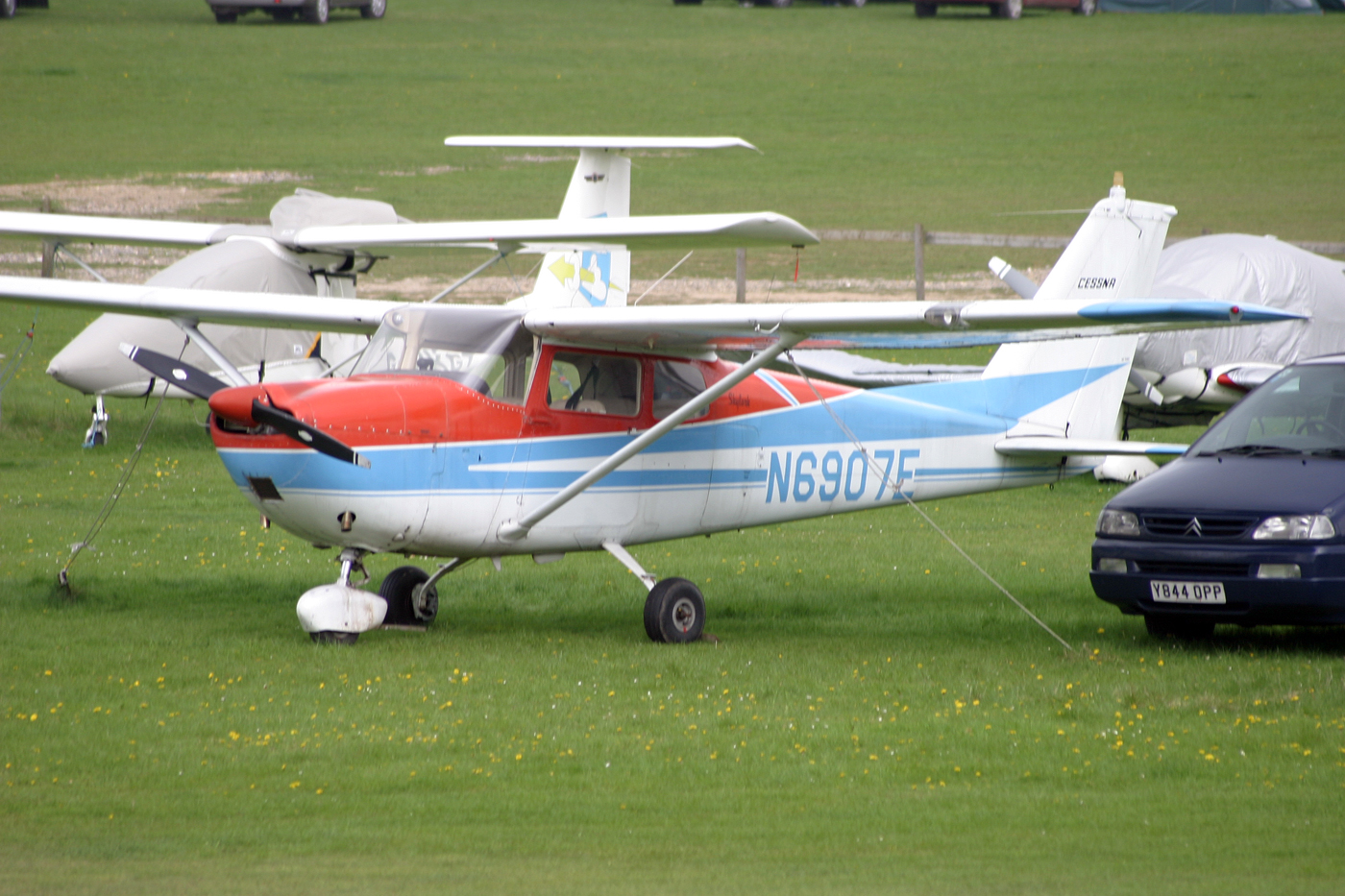
Cessna 175A, Baujahr 1960

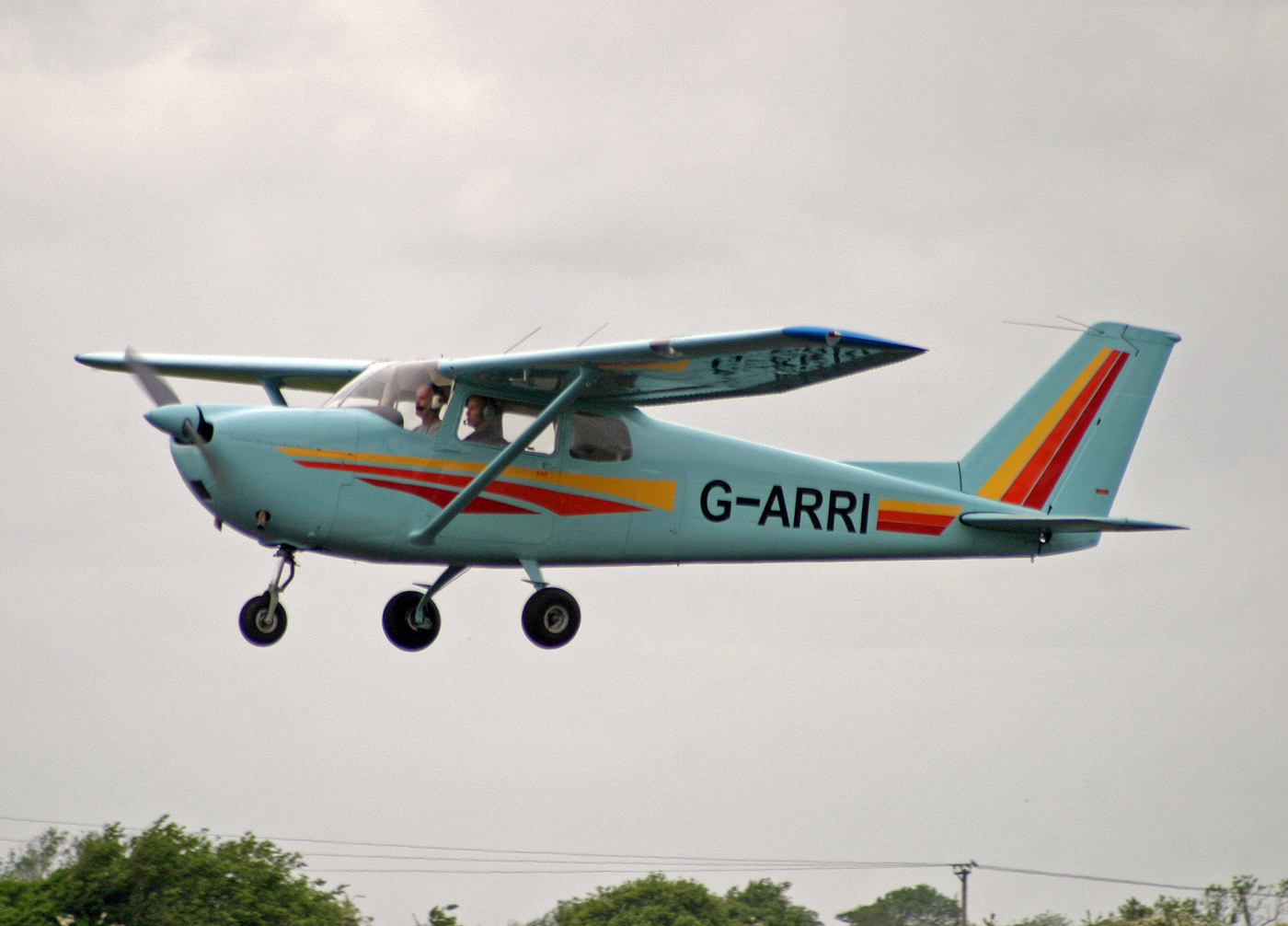
Cessna 175B, Baujahr 1961

Der Prototyp mit dem Luftfahrzeugkennzeichen N34260 startete am 23. April 1956 zu seinem Erstflug. Dieses Flugzeug war auch im November 2018 noch mit demselben Kennzeichen zugelassen und in Arkansas aktiv.
Für die letzte, im Jahr 1962 vorgestellte Version 175C wurde die maximale Startmasse von 1067 kg auf 1112 kg erhöht.

## Konstruktion
Die aus Ganzmetall gefertigte Cessna 175 ist ein einmotoriger, abgestrebter Schulterdecker, der Platz für vier Personen bietet. Wahlweise kann ein „Familiensitz“ für zwei kleine Kinder installiert werden.
Die Maschine ist mit festem Bugradfahrwerk und konventionellen Leitwerken versehen. Bis 1961 (Cessna 175B) war der Motor mit starrem Propeller ausgerüstet; erst die letzte Version 175C von 1962 verfügte über einen Verstellpropeller.
Der luftgekühlte, untersetzte Sechszylinder-Boxermotor von Continental wurde anfangs in der Version GO-300-A und ab der 175A in der Variante GO-300-C installiert. Ab 1962 (175C) verbaute man die Version GO-300-E.
Das Untersetzungsgetriebe reduziert die Motordrehzahl im Verhältnis 4:3, d. h. bei einer Motordrehzahl von 3200 Umdrehungen pro Minute erreicht der Propeller 2400/min.
Zwei Flügeltanks fassen 197 Liter Treibstoff.
Die Cessna 175 war auch mit Schwimmern für den Wassereinsatz lieferbar.

## Versionen
175 (1958–1959)1237 gebaut; starrer Zweiblatt-Propeller
175A Skylark (1960)539 gebaut; wurde schon mit dem gepfeilten Seitenleitwerk konstruiert (gegenüber dem senkrechten der vorhergehenden Baureihen der Cessna 172 und 182); komplett dreifarbig lackiert, verbesserte Inneneinrichtung, Radverkleidungen aus glasfaserverstärktem Kunststoff
175B Skylark (1961)225 gebaut;
175C Skylark (1962)117 gebaut, GO-300-E mit Verstellpropeller; widerstandsärmer gestaltet: Radverkleidungen, Motorhaube und Spinner

## Nutzung
Die Cessna wird in erster Linie als Reiseflugzeug genutzt. Sie kommt aber auch als Sport-, Schulungs- und Überwachungsflugzeug zum Einsatz.
In Deutschland waren bis 2006 insgesamt mindestens 35 Flugzeuge der Baureihe Cessna 175 zugelassen. Davon waren:

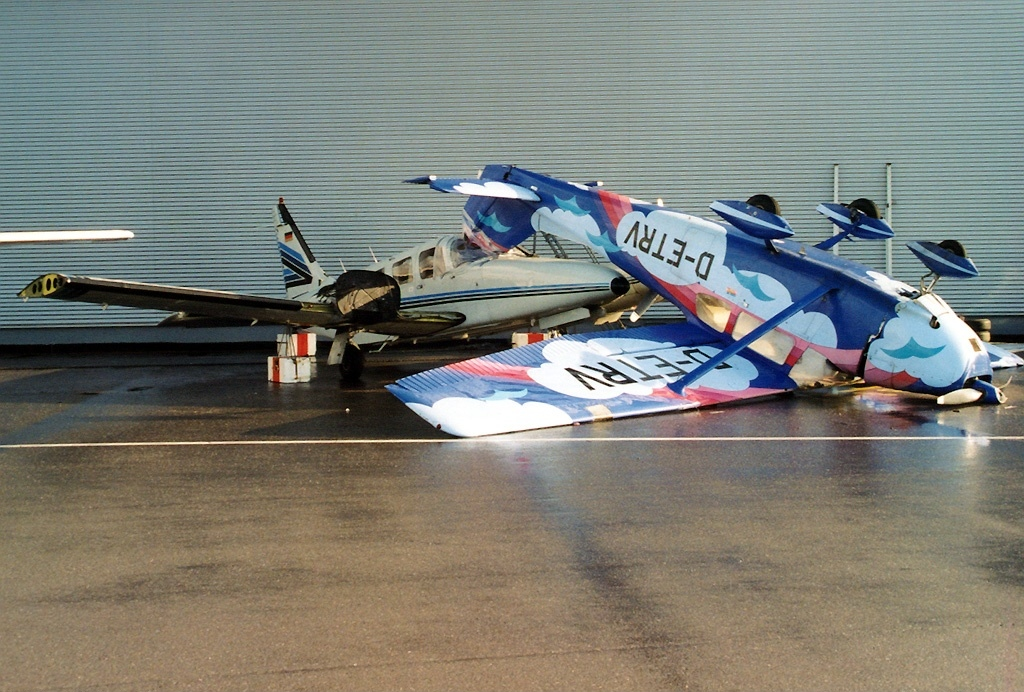
Cessna 175C D-ETRV, Baujahr 1962 (Stuttgart 1999)

- 9× 175
- 8× 175A Skylark
- 6× 175B Skylark
- 12× 175C Skylark.[8]

## Zwischenfälle
In einer – naturgemäß recht lückenhaften – Auflistung der Aviation Safety Network WikiBase sind 235 Zwischenfälle der Cessna 175/175 Skylark von 1959 bis September 2018 aufgeführt. Dabei kam es in 4 Fällen nur zu minimalen Schäden, in 54 zu erheblichen Beschädigungen des Flugzeugs, und bei 170 Ereignissen wurde das Flugzeug zerstört. In 7 Fällen ist das Schadensausmaß unbekannt. Bei 99 Unfällen waren Menschenleben zu beklagen.

## Technische Daten
| Kenngröße                      | Daten                                                                                                 |
| ------------------------------ | --- |
| Besatzung                      | 1 |
| Passagiere                     | 3 |
| Länge                          | 8,08 m                                                                                                |
| Spannweite                     | 11,02 m                                                                                               |
| Höhe                           | 2,72 m                                                                                                |
| Flügelfläche                   | 16,25 m²                                                                                              |
| Nutzlast                       | 273 kg bei vollen Tanks                                                                               |
| Leermasse                      | 640 kg                                                                                                |
| max. Startmasse                | 1067 kg (175C: 1112 kg)                                                                               |
| Reisegeschwindigkeit           | 225 km/h (121 kts) in 3000 Meter Flughöhe                                                             |
| Höchstgeschwindigkeit          | 237 km/h (128 kts) in Meereshöhe                                                                      |
| Dienstgipfelhöhe               | 4850 m (15.900 ft)                                                                                    |
| Reichweite mit vollen Tanks    | 1215 km (656 NM)                                                                                      |
| Reichweite mit voller Nutzlast | 949 km (512 NM)                                                                                       |
| Startstrecke                   | 409 m auf 15 m (50 ft)                                                                                |
| Landestrecke                   | 352 m aus 15 m (50 ft)                                                                                |
| Triebwerke                     | Ein Sechszylinder-Boxermotor Continental anfangs GO-300-A, ab 175A: GO-300-C, ab 1962 (175C) GO-300-E |

## Verwandte Entwicklungen
- Cessna 172
- Cessna 182